# Castillo de Villa del Río
El castillo de Villa del Río es una antigua fortaleza ubicada en el municipio español de Villa del Río, en la provincia de Córdoba, Andalucía. Construido en el siglo XI, en 1530 se convirtió en una iglesia católica, en 1914 en mercado de abastos y desde 1986 es la sede del Ayuntamiento de Villa del Río. 

## Historia
El origen del castillo parece provenir de una torre denominada Karid-Wad, "aldea del río", construida por los andalusíes en el siglo XI, cuya misión era controlar el paso del río Guadalquivir y el camino que unía Córdoba y Jaén. Más tarde se le adosó un patio de armas y una nueva torre, quedando la antigua torre al oeste, la más nueva al este y en el centro la plaza de armas.
En 1235 fue conquistado por los castellanos a manos de Fernando III quien, según el historiador Ramírez de las Casas-Deza, se lo entregó a Diego Fernán de Aguayo, perteneciendo desde entonces a esta familia. Sin embargo, otras fuentes contradicen al autor, por ejemplo, los cronistas Francisco Pinilla y Catalina Sánchez hallaron un documento que afirmaba que el castillo fue entregado por el Cabildo de Córdoba en el siglo XVI a Francisco de Aguayo, veinticuatro de Córdoba, a título de enfiteusis, por lo que no habría pertenecido a los Aguayo desde el siglo XIII, sino a la ciudad de Córdoba. En 1530, Francisco de Aguayo le entregó el castillo a la Diócesis de Córdoba en su testamento para la construcción de una nueva parroquia y un año después el emperador Carlos V autorizó su enajenación para levantar el templo.
Las obras de conversión de palacio a iglesia, denominada desde entonces parroquia de San Pedro, concluyeron en 1537 bajo la dirección del arquitecto Hernán Ruiz I. La torre oeste se convirtió en el nuevo baptisterio, la torre este en presbiterio y el patio de armas se cubrió para convertirse en la única nave de la iglesia.
El templo católico continuó utilizándose hasta 1907 cuando, tras el aumento de población en Villa del Río, se decidió construir la nueva iglesia de la Inmaculada, inaugurada un año más tarde, por lo que el antiguo templo quedó abandonado y comenzó a deteriorarse. En 1914 el Ayuntamiento de Villa del Río lo adquirió por 6.000 pesetas y lo restauró para convertirlo en mercado de abastos, función que cumplió hasta 1966 cuando volvió a quedar sin uso. Finalmente, en 1986 se convirtió en la nueva sede del Ayuntamiento del municipio, siendo restaurada la torre oeste dos años más tarde.